# Winkelhaken

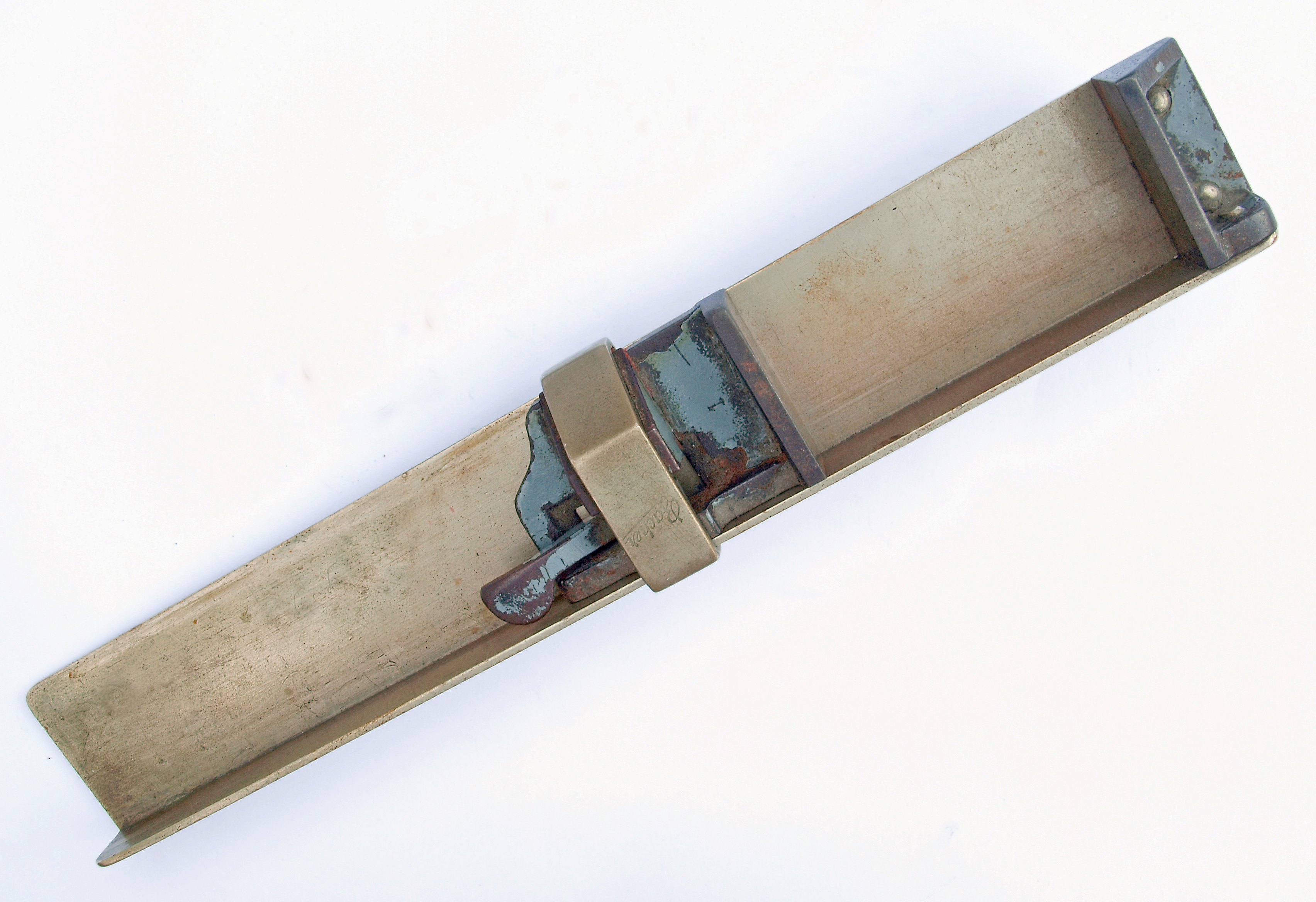
Winkelhaken

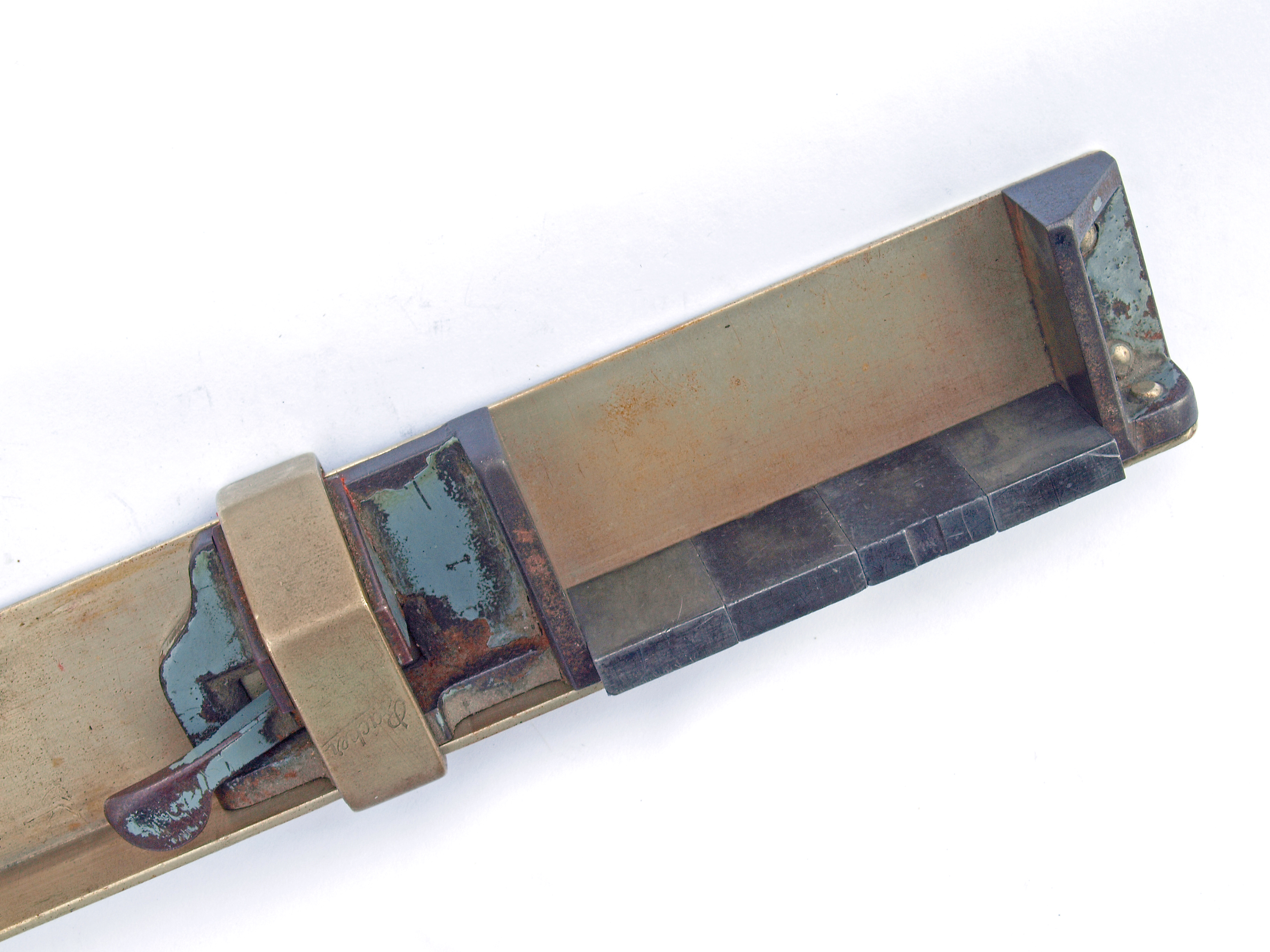
Winkelhaken mit Quadraten auf 16 Cicero eingestellt

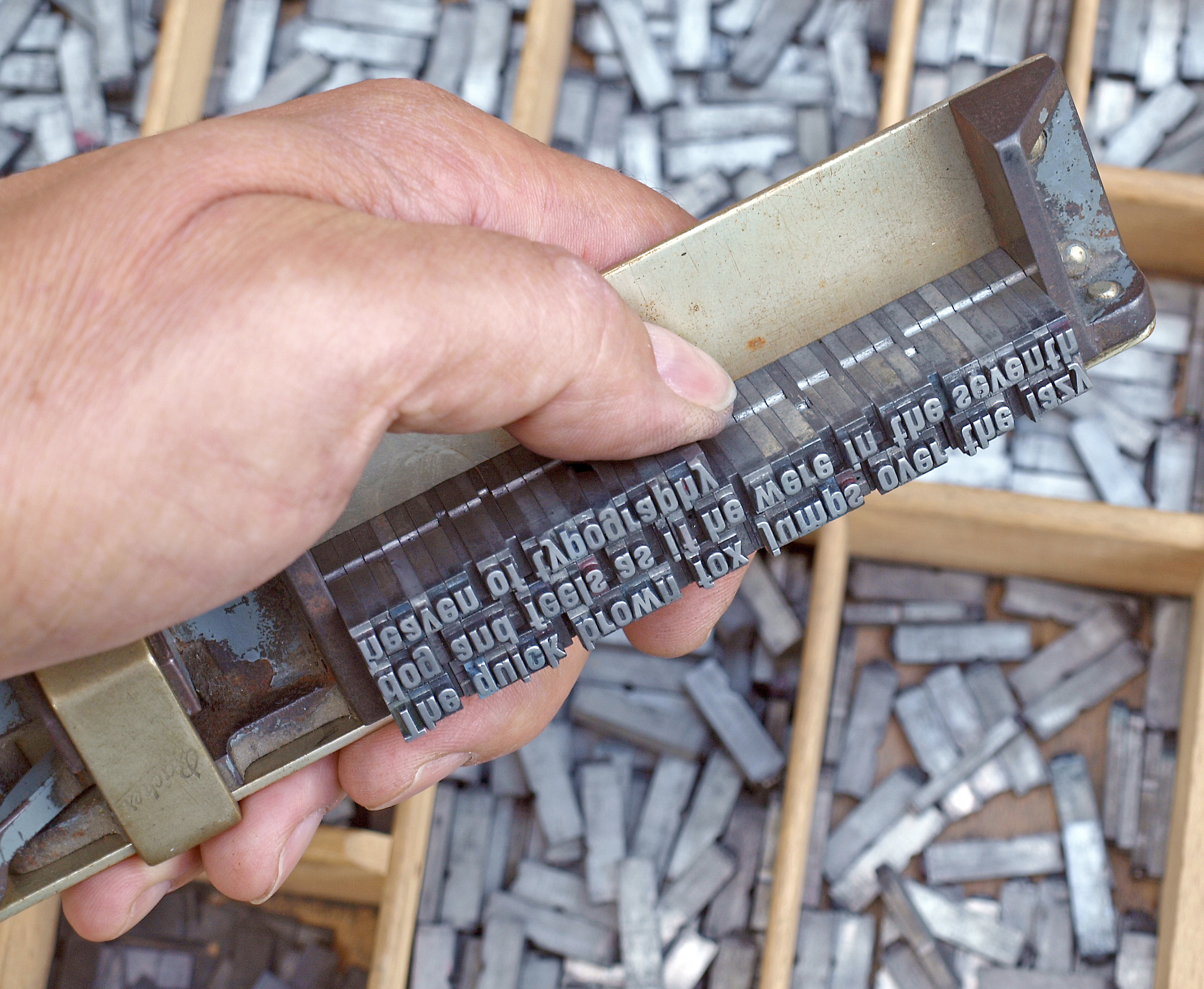
Bleibuchstaben im Winkelhaken beim Handsatz

Als Winkelhaken bezeichnet der Schriftsetzer eine verstellbare Lehre zum Zusammensetzen einer Zeile aus Bleisatz-Lettern im Handsatz für den Hochdruck (auch: Buchdruck). In der Fach- und Umgangssprache der Schriftsetzer wird der Winkelhaken „Kelle“ genannt.
Der Winkelhaken ist eine winkelförmige Schiene, meist aus Neusilber gefertigt, die über einen feststehenden und einen verschieb- und feststellbaren Anschlag („Frosch“) aus Stahl verfügt, um so die gewünschte Zeilenbreite einstellen zu können. Der Abstand zwischen den beiden Anschlägen entspricht der erwünschten Zeilenlänge. Der Abstand wird mit mehreren Quadraten eingestellt und nicht gemessen; die typographischen Maßeinheiten sind hierbei Cicero und Punkt. Abhängig von der gewünschten Satzbreite gibt es unterschiedlich lange Winkelhaken bis zu 60 cm Länge, wobei für den Satz von Akzidenzdrucksachen die Exemplare mit 25 cm bzw. 30 cm Länge Standard waren. Darüber hinaus waren auch Winkelhaken mit zwei festen Anschlägen für stets wiederkehrende gleiche Zeilenlängen – wie z. B. im Zeitungssatz – gebräuchlich. 
Durch Verwendung des Winkelhakens wurde sichergestellt, dass alle Zeilen exakt die gleiche Länge bekommen und beim „Einspannen“ des gesamten Satzes, der aus etlichen Zeilen besteht, ein „geschlossener Satz“ entsteht. 
Durch die Ansammlung (das Setzen) der unterschiedlich breiten Lettern in den Winkelhaken entsteht eine Zeile. 
Diese wird durch Hinzufügen von unterschiedlich breitem, nicht mitdruckendem Spatien-Blindmaterial für die Wortzwischenräume genau auf die eingestellte Winkelhaken- bzw. Zeilenbreite gebracht (bei Blocksatz auf volle Zeilenbreite). Alle Zeilen müssen gleichmäßig gefüllt sein, damit sich
im Druckprozess keine Wortabstände oder anderes Blindmaterial nach oben arbeiten kann – „Spießen“ genannt. Um die Lettern aus dem Winkelhaken herausschieben zu können, wird vor dem Setzen eine „Setzlinie“, meist aus Neusilber gefertigt, eingelegt. Die Setzlinie hat etwas „Spiel“ im Winkelhaken, um nicht zu verklemmen.

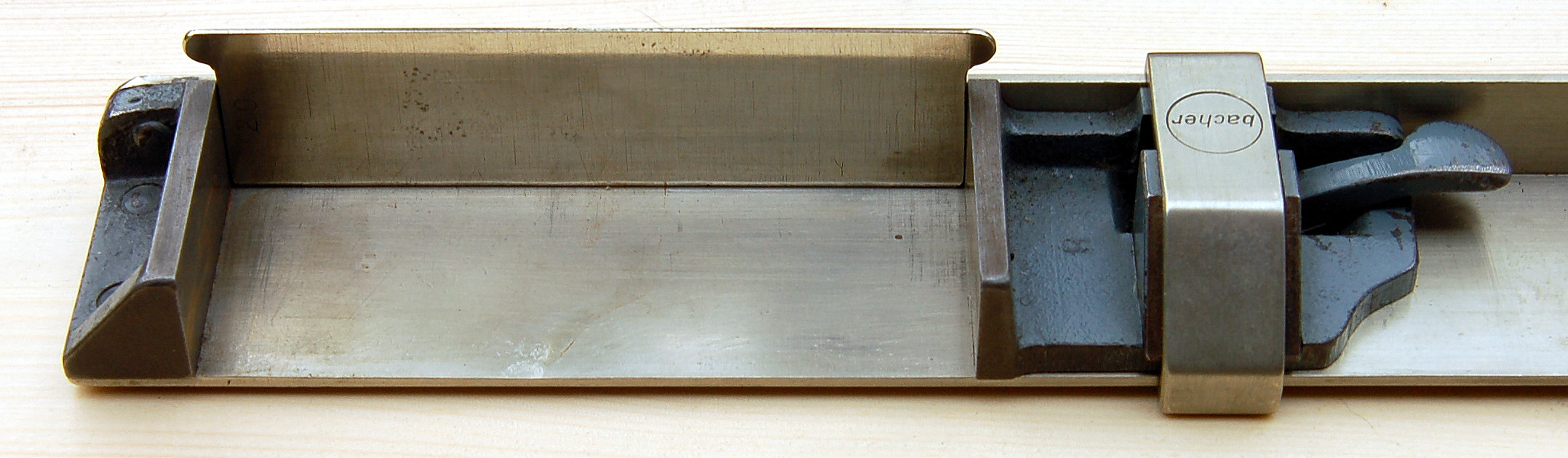
Setzlinie, eingelegt im Winkelhaken

Der geschlossene Satz wird mit dem Schließzeug in die „Form“ (die Druckform) oder einen Schließrahmen gespannt. 
Der Winkelhaken wurde bereits von Johannes Gutenberg entwickelt und im Buchdruck verwendet, bis er durch die Einführung der Setzmaschinen (Monotype und Linotype) verdrängt wurde. Aber auch danach wurden immer noch Überschriften und Akzidenzen damit gesetzt oder er wurde zum Ablegen verwendet. 
Der Winkelhaken oder das Setzschiff wurden auch für den Brauch benutzt, Berufsanfängern die Bleiläuse zu demonstrieren.